# 希姆斯克
希姆斯克（羅馬化：Shimsk）是俄罗斯诺夫哥罗德州的工人村（市级镇）、希姆斯克区行政中心，地处诺夫哥罗德州西部，位于伊尔门湖流域舍隆河畔，在州府大诺夫哥罗德西南方。
该地2021年人口有3,484人；2010年人口3,895；2002年人口3,842；1989年人口3,992。